# Station Strzeżenice
Station Strzeżenice was een spoorwegstation in de Poolse plaats Strzeżenice.